# Isla Jidda
Isla Jidda (en árabe: جزيرة جدة) es un islote en Baréin. Se encuentra al oeste de la isla de Baréin y al norte de la isla Umm an Nasan en el Golfo Pérsico. Se conecta a esta última por un corto terraplén.
Jidda solía ser el lugar donde se ubicaba de una de las prisiones políticas de Baréin. Majeed Marhoon, Abdulhadi Khalaf y varios otros activistas políticos estuvieron aquí como prisioneros en los años sesenta y setenta.
Más tarde se convirtió en la propiedad privada del primer ministro, Khalifa bin Salman Al Khalifa, y actualmente se encuentra cerrada al público. La isla tiene un palacio, jardines, un helipuerto, una mezquita y otros diversos servicios utilizados por el primer ministro y su familia.